# セカンドハーベストジャパン
セカンドハーベストジャパン（Second Harvest Japan）は、食品会社などから提供を受けた食品を、生活困窮者に供給する活動などを目的とした特定非営利活動法人（NPO）である。

## 活動概要
食品メーカーや外食産業などでは、品質には問題がないものの、包装不備などで市場での流通が困難になり、商品価値を失った食品が発生する。従来は廃棄されていたこうした食品の提供を原則として無償で受け、生活困窮者を支援しているNGO・NPO等の市民団体を通じて野外生活者や児童施設入居者、DV被害者保護施設入居者、低所得世帯、生活保護世帯、ひとり親世帯などの生活困窮者や子ども食堂に供給する、いわゆるフードバンク活動を中心に行っている。提供を行う企業にとっては、廃棄に掛かる金銭的な費用を抑制できるだけでなく、食品廃棄物の発生を抑え、福祉活動に貢献しているという面でCSRの取り組みともなり、企業価値の向上にもつながってくる。

## 現状
こうしたフードバンク活動はアメリカでは国・州の保護があり、社会に浸透しているシステムとなっているが、日本ではまだ馴染みが薄いため、活動規模が小さい。実際、セカンドハーベスト・ジャパンに食料を提供している企業は外資関係の会社が大多数を占めており、日本企業の協力はまだまだ少ない。
しかし、「このような活動を日本でも発展させていくべきだ」という考えを主張する声もあり、テレビ東京系のドキュメンタリー番組「日経スペシャル ガイアの夜明け」にて、セカンドハーベスト・ジャパンの活動が伝えられた。
セカンドハーベスト・ジャパンを含むフードバンク全般について日米の現状を報告した本に『フードバンクという挑戦　貧困と飽食のあいだで』（大原悦子著、岩波書店、2008年）がある。
なお「セカンドハーベスト」とは、「2回目の収穫（ハーヴェスト）」の意味である。
高校英語の教科書三省堂「CROWN English CommunicationⅠ」にフードバンクやセカンドハーベストについて紹介されている。

## 主な食料提供企業
- コストコ
- ニチレイ
- ハインツ日本
- マスターフーズ
- ネスレ日本
- 鮒忠
- ひかり味噌
- テングナチュラルフーズ
- Fujimamas
- Foreign Buyers Club
- 株式会社ミトク

## 同様の活動
大手コンビニエンスストア「ローソン」の横浜市内の一部店舗で、社内基準での販売期限は切れたものの消費期限には未達の食品を、同市寿町の食堂で供給する試みを2006年6月より始めている（NPO法人さなぎ達）。

## テレビ番組
- 日経スペシャル ガイアの夜明け “余った食”のゆくえ 〜消費期限　もうひとつの物語〜（2007年3月27日、テレビ東京）[1]。
- 日経スペシャル カンブリア宮殿 「もったいない」を「ありがとう」に変える奇跡の食料支援（2017年12月14日、テレビ東京）[2]